# Áustria nos Jogos Olímpicos de Verão de 1912
A Áustria nos Jogos Olímpicos de Verão de 1912, em Estocolmo, na Suécia, competiu e conquistou um total de quatro medalhas, sendo duas de prata e duas de bronze.
Apesar de a Áustria na época fazer parte de um reino junto com a Hungria, seus resultados eram contados em separado.